# Spiroberotha sanctarosae
Spiroberotha sanctarosae är en insektsart som beskrevs av Adams 1990. Spiroberotha sanctarosae ingår i släktet Spiroberotha och familjen Berothidae. Inga underarter finns listade i Catalogue of Life.